# Mischief Brew
Mischief Brew (с англ. — «Варёное зло») — американская фолк-панк группа из Филадельфии, штат Пенсильвания, в состав которой входили вокалист и гитарист Эрик Петерсен, басист Шон Сент. Клэр и барабанщики Кристофер Петерсен и Кристофер Калп. Группа исполняла DIY фолк и анархо-панк; включавший в себя такие стили, как американский фолк, кельтский фолк, и свинг с текстами, на которые повлияло рабочее движение, протестная музыка и панк-культура .
Всё началось с создания Эриком Петерсеном своего сольного проекта, который со временем превратился в группу. Петерсен черпал вдохновение в протестных движениях 1960-х, «идея того, что бунтарство в музыке не возникло из панк-рока» (Profane Existence No. 54, 2007) и у артистов, выступающих против истеблишмента, таких как Вуди Гатри и Красс. Лирика Петерсена часто отдает дань уважения американскому рабочему радикализму начала 20 века.
Mischief Brew выпускали альбомы и EP на многих различных лейблах, в частности Art of the Underground, Gunner Records и Fistolo Records. Для поддержания интереса к своим альбомам Mischief Brew много гастролировали по США и Европе. Играя вживую, они выступали с четырьмя — пятью людьми, игравших на перкуссии, трубе, аккордеоне, скрипке, мандолине и вибрафоне.

## История группы
Mischief Brew образовался после того, как в 2000 году распалась предыдущая группа Эрика Петерсена, The Orphans. The Orphans — панк-группа, образованная в Уэст-Честере, штат Пенсильвания, в 1995 году. В состав группы входили Эрик Петерсен (вокал и гитара), Эндрю (Drew) Петерсен (вокал и бас), Том Джонсон (гитара) и Эндрю Бакстер (ударные). Воссоединившись, группа выступала с концертами в 2004 и 2008 годах даже после распада.
Сначала Mischief Brew состояла только из Петерсена, который играл на акустической гитаре или мандолине. Он исполнял песни с демозаписей Mirth. В 2003 году Петерсен выпустил сплит Bellingham & Philadelphia с Робертом Блейком и Bakenal CDEP. После продолжительного тура в поддержку первых двух релизов, Петерсен смог собрать первый полноценный состав Mischief Brew, в который, помимо него, вошли барабанщик Крис «Doc» Кулп (из Red Devil) и басист Шон «Shantz» Янц (из Evil Robot Us' and Abusing the Word). В 2005 году группа выпустила свой первый полноценный альбом Smash The Windows с участием артистов из Leftöver Crack, World/Inferno Friendship Society и Guignol. В этом релизе они больше экспериментировали в музыкальном плане, используя стили от цыганского фолка до свинга.
Вторым альбомом стал Songs From Under the Sink, сборник песен, написанных между 1997 и 2002 годами. Альбом ещё больше подчеркивает анархистские убеждения Петерсона и дополняется его продуманными гитарными мелодиями. Янц покинул группу вскоре после выхода альбома, и на нескольких концертах его заменил Кевин Холланд. Холланда же затем заменил присоединившийся к группе Шон Сент. Клер (из Endless Nightmare, Lost Cause, Stations, The Bad Dudes и Wrought With Sickness), игравший на басу. В 2008 году Mischief Brew выпустили Photographs from the Shoebox - разделенный LP/CD с Джо Джеком Талкамом из The Dead Milkmen .
В 2009 году две версии песни «Punx Win!» появились на сплите с AJJ . Вместо традиционной 7-дюймовой пластинки Pirates Press Records выпустила 8-дюймовую пластинку с параллельными канавками, что позволяло воспроизводить любую песню в зависимости от того, куда упала игла. Петерсен и Гиньоль вместе сотрудничали над Fight Dirty в 2009 году. Mischief Brew выпустили The Stone Operation в мае 2011 года. А в предыдущем году, 18 октября 2010 года, демоверсия песни из альбома «Dallas In Romania» была анонсирована Y-Rock на WXPN .
В преддверии и после выпуска This Is Not For Children Mischief Brew выпустила три видеоклипа на свои песни «O, Pennsyltucky!» (Fistolo, 2014), «City of Black Fridays» (Shibby Pictures, 2015) и «Squatter Envy» (Shibby Pictures, 2016), все три песни позже появились в альбоме.
Mischief Brew давали концерты в поддержку «Food Not Bombs», «Ветераны Ирака Против Войны» и «ABC No Rio» . В октябре 2011 года Петерсен отыграл акустический сет в Occupy Philadelphia .
Вокалист и основатель группы Эрик Петерсен покончил с собой 14 июля 2016 года. Тремя днями позже, в программе The Folk Show на радио WXPN состоялся прощальный выпуск посвященный Петерсену.

## Участники группы
Участники Mischief Brew
На момент смерти Эрика Петерсена в 2016 году, Mischief Brew состояла из трех участников — двух братьев Эрика и Криса Петерсенов и Шона Сент. Клера.
- Эрик Петерсен — вокал, гитара, мандолина (2000—2016; умер в 2016)
- Шон Сент-Клер — бас-гитара (2006—2016)
- Кристофер Петерсен — ударные, перкуссия (?-2016)
- Кристофер «Doc» Калп — ударные, перкуссия, гитара (2003-?)
- Шон Янц — бас-гитара (2003—2006)

Первый басист группы Шон Янц был ненадолго заменен Кевином Холландом (на несколько концертов), а затем Шоном Сент. Клером, который оставался в группе до её распада. Кроме того, первый барабанщик Кристофер «Doc» Калп, который играл с Эриком со времен Kettle Rebellion и был позже заменен братом Эрика Крисом Петерсоном, продолжал появляться в группе в качестве гостя после своего ухода. Включая его, в группе регулярно выступали и другие музыканты, такие как Франц Николай и Том Сваффорд, а также другие гости и ранние участники.
Участники Kettle Rebellion
Kettle Rebellion была первой «полноценной» группой, созданной Эриком Петерсоном, которая позже превратилась в Mischief Brew. Группа изначально была сформирована в 2001 году после демо Mirth. В 2002 году Kettle Rebellion записали восемь песен, которые позже были переизданы на одноимённом EP Mischief Brew в 2014 году.
- Эрик Петерсен — вокал, гитара, мандолина
- Джон Фой — бас, бэк-вокал
- Кристофер «Doc» Калп — ударные, перкуссия, бэк-вокал, горн

### Временная линия
Mischief Brew (2000-2016) и Kettle Rebellion (2001-2002)

## Дискография

### Студийные альбомы
- Bellingham & Philadelphia (Art of the Underground, 2003) — сплит с Робертом Блейком
- Smash The Windows (Fistolo/Gunner, 2005)
- Songs From Under The Sink (Fistolo, 2006) — переиздан в 2016 г.
- Photographs From The Shoebox (Fistolo, 2008) — сплит с Джо Джеком Талькамом; переиздан в 2014 г.
- Fight Dirty (Fistolo, 2009) — коллаборация с Гиньолем
- The Stone Operation (Fistolo, 2011)
- This Is Not For Children (Alternative Tentacles, 2015)
- Bacchanal 'N' Philadelphia (Fistolo, 2016)

### EPи 7-дюймовые пластинки
Mischief Brew выпускали EP и 7-дюймовые пластинки на протяжении всего существования группы, многие из них были сплитами с другими группами. The Under The Table 7" изначально был частью серии Under The Influence от Suburban Home Records. EP Kettle Rebellion был давно утерянным EP со студийными песнями Mirth; Оригинальная плёнка была украдена из дома Петерсена и попала в интернет с неправильными названиями песен, но EP был выпущен должным образом.
- Bakenal EP (Fistolo, 2003)
- Oh Sweet Misery 7" (Art of the Underground, 2005)
- Two Boxcars 7" (Fistolo, 2005) — сплит с Дэвидом Дондеро
- Loved, But Unrespected 7"(Fistolo, 2006) — сплит с Bread and Roses
- Jobs in Steeltown 7"(Fistolo, 2008)
- Partners In Crime No. 2 7 "(Fistolo / Crafty, 2009) — сплит с Guitar Bomb, Wingnut Dishwashers Union, Endless Mike and the Beagle Club
- Punx Win! 8" (Pirates Press, 2009) — сплит с AJJ
- Rhapsody For Knives 7 " EP (Fistolo, 2012)
- Free Radical Radio Fever 7 "(Стрелок, 2013)
- Under The Table 7 "(Silver Sprocket Bicycle Club, 2013) — сплит с Францем Николаем
- EP Kettle Rebellion (Fistolo/Different Circle, 2014)

### Демо/кассеты
- Mirth, or Certain Verses Composed and Fitted to Tunes, for the Delight and Recreation of All (Fistolo, 2000)
- Live on WKDU 91.7 FM (Fistolo, 2001)
- Live in Ray’s Basement (Square of Opposition, 2002) — сплит с Робертом Блейком
- Don’t Spoil Yer Supper! (Fistolo, 2003)
- Boiling Breakfast Early (Dead Format, 2008) — сборник ранних демо
- Fight Dirty (The Cottage Records, 2009) — коллаборация с Гиньолем
- Thanks, Bastards! (Fistolo, 2014) — сборник неизданных демо, только Bandcamp
- O, Pennsyltucky! (Fistolo, 2014) — кассетный сингл, позже появившийся в альбоме This is Not For Children.

### Сборники выступлений
- Where the Wild Things Rock — Philly Punk Comp. (песня: «Weapons»)
- This is War! — Comp. и Double Zine (песня: «Liberty Unmasked (выступление на радио)»)
- Artists Fight the System — двойная пластинка Pacifica Radio (песня: «Every Town Will Celebrate»)
- Компакт-диск Art of the Underground Sampler — Art of the Underground (песня: «Boycott Me!»)
- Beyond the Ballot (песня: «The Lowly Carpenter (радио-версия)»)
- Up the Stairs and Through the Hall — Sherman Arts Comp. (песня: «Departure Arrival»)
- Rising Tide — Riotfolk (песня: «Save a City…»)
- Компакт-диск A Wrench in the Works: Radical Library Benefit — (песня: «The Lowly Carpenter (радио-версия)»)
- Never Forgotten, Never Forgiven — Profane Existence Records (песня: «A Liquor Never Brewed»)
- 0 to 60 in 59 Bands — No!No Records (песня: «Ode to a Safecracker»)
- Profane Existence № 54 — Семплер и интервью с Mischief Brew (песня: «Tell Me A Story»)
- The State I’m In — Crafty Records (песня: «A Peasant’s Rebellion»)
- Mancubbers — Mancub Tribute (сборник) (песня: «An Open Letter to the North American Continent»)
- Still Kicking — Kebele Benefit Comp. (песня: «All About the Class War»)
- And You Call This Civilization? — Pumpkin Records (песня: «The Riverflow»)
- A Benefit For Anthony Poynter — Get Better Records (песня: «The Midnight Special 2002 (версия Country Mile)»)
- Too Punk To Folk — Dying Scene (песня: «Catch Fire»)
- A Tribute To Rudimentary Peni — Pumpkin Records (песня: «Drinking Song From The Tomb»)
- WKDU Live!!!! Volume One: Resurrect Music On Planet Earth — WKDU (песня: «Liberty Unmasked (радио-версия)»)
- The Songs Of Neutral Milk Hotel : A Tribute — Fringe Sound / Swamp Cabbage Records (песня: «The Fool»)
- Кассетный микстейп My Org — Punknews (песня: «Progress», кавер на Flux Of Pink Indians)
- Punks Vs. Pigs — LATFO Records (песня: «Working Class Pride», кавер на 2.5 Children Inc.)
- Серия синглов Art of the Underground: Year 1 ' ' 7 "(Art of the Underground, 2005)

### Саундтрек/появление в фильмах
- Художник-вор — 2009 (песня: «Fight Dirty»)
- Дэдпул 2 — 2016 (песня: «Fight Dirty») (только Deadpool 2 Plus Super Duper Cut)
- Фермер и лошадь — 2010 (песня: «Olde Tyme Mem’ry»)

### Бутлеги/неофициальные релизы
- Live At Punx Picnic Baltimore (акустический набор, записанный в 2004 году, смесь оригиналов и каверов The Pogues, Doom, Culture Shock и Chumbawamba)
- Live At Coyle Street Collective Apartment (акустический сет, записанный 24 апреля 2005 г. в Портленде, штат Мэн)
- Live At The Bike Barn (концертный сет записан 2 августа 2005 г. в Фалмуте, штат Мэн)